# Scotts Hill
Scotts Hill è un comune degli Stati Uniti d'America, situato nello Stato del Tennessee, diviso tra la Contea di Decatur e la Contea di Henderson.